# Hrabušice
Hrabušice es un municipio del distrito de Spišská Nová Ves en la región de Košice, Eslovaquia, con una población estimada a final del año 2024 de 2602 habitantes.
Se encuentra ubicado al noroeste de la región, en la sierra del Alto Tatra y la cuenca hidrográfica del río Hernád, y cerca de la frontera con la región de Prešov.

## Demografía
| Año        | 1994 | 2004     | 2014    | 2024    |
| ---------- | ---- | -------- | ------- | ------- |
| Población  | 2018 | 2249     | 2436    | 2602    |
| Diferencia |      | +11,44 % | +8,31 % | +6,81 % |

| Año        | 2023 | 2024    |
| ---------- | ---- | ------- |
| Población  | 2585 | 2602    |
| Diferencia |      | +0,65 % |